# Mérion à bec large
Chenorhamphus grayi
Espèce
Statut de conservation UICN

 LC  : Préoccupation mineure
Le Mérion à bec large (Chenorhamphus grayi, anciennement Malurus grayi) est une espèce de passereaux de la famille des Maluridae.

## Répartition
Il est endémique à la Nouvelle-Guinée.

## Habitat
Il habite les forêts humides des régions tropicales et subtropicales.